# 陈芸 (1947年)
陈芸（1947年7月—），男，福建福州人，中华人民共和国政治人物，曾任福建省人民政府副省长，福建省政协副主席。